# Dannike
Dannike är en tätort i sydöstra Borås kommun och kyrkbyn i Dannike socken i Västergötland.
I Dannike ligger Dannike kyrka. Dannike är känt för sina vackra trädgårdar och de är även känt för Rammsjön, som ligger precis norr om samhället. 
Vid torvbrytning i en mosse utanför Dannike hittades 1942 ett välbevarat kvinnolik från 1600-talet, Dannikekvinnan. Fyndet finns på Borås Museum, där hennes kvarlevor samt tillhörigheter är utställda.

## Ortnamnet
Förleden innehåller möjligen dan 'dansk' och efterleden innehåller eke 'ekskog, ekdunge'.

## Befolkningsutveckling
| Befolkningsutvecklingen i Dannike 1960–2020                | Befolkningsutvecklingen i Dannike 1960–2020 | Befolkningsutvecklingen i Dannike 1960–2020 | Befolkningsutvecklingen i Dannike 1960–2020 | Befolkningsutvecklingen i Dannike 1960–2020 |
| ---------------------------------------------------------- | ------------------------------------------- | ------------------------------------------- | ------------------------------------------- | ------------------------------------------- |
|                                                            |                                             |                                             |                                             |                                             |
| År                                                         |                                             |                                             | Folkmängd                                   | Areal (ha)                                  |
| 1960                                                       | 1960                                        |                                             | 215                                         |                                             |
| 1965                                                       | 1965                                        |                                             | 246                                         |                                             |
| 1970                                                       | 1970                                        |                                             | 289                                         |                                             |
| 1975                                                       | 1975                                        |                                             | 355                                         |                                             |
| 1980                                                       | 1980                                        |                                             | 373                                         |                                             |
| 1990                                                       | 1990                                        |                                             | 432                                         | 41                                          |
| 1995                                                       | 1995                                        |                                             | 421                                         | 41                                          |
| 2000                                                       | 2000                                        |                                             | 389                                         | 41                                          |
| 2005                                                       | 2005                                        |                                             | 377                                         | 41                                          |
| 2010                                                       | 2010                                        |                                             | 369                                         | 41                                          |
| 2015                                                       | 2015                                        |                                             | 437                                         | 77                                          |
| 2020                                                       | 2020                                        |                                             | 444                                         | 77                                          |
| Anm.: sammanvuxen 2015 med småorten Sjölyckan och Lergered |                                             |                                             |                                             |                                             |